# Редько, Евгений Николаевич
Евгений Николаевич Редько́ (род. 24 августа 1958, Кодыма, Одесская область, Украинская ССР) — советский и российский актёр театра и кино, народный артист РФ (2012).

## Биография
Родился в городе Кодыма, Одесская область (Украина). В 1988 году окончил ГИТИС (курс А. Бородина). Ещё будучи студентом, был зачислен в труппу РАМТа, где играет до настоящего времени.

## Роли в театре

### РАМТ
- «Эраст Фандорин» (реж. Алексей Бородин) — Бриллинг
- «Нюрнберг» (реж. Алексей Бородин) — РОЛЬФЕ
- «Сын» (реж. Юрий Бутусов) — Николя
- Аудиоспектакль "СТО" — Розов
- «Карамора» — Симонов; Сталева
- "Эзоп" - Эзоп

### Театр «Эрмитаж»
- «Свадьба Кречинского» (реж. Михаил Левитин) — Кречинский

### Спектакли прошлых лет
- «Участь Электры» (реж. Алексей Бородин) — Орин
- «Олеанна» (реж. Владимир Мирзоев) — Джон
- «Берег утопии. 1 часть. Путешествие» (реж. Алексей Бородин) — Виссарион Белинский
- «Берег утопии. 2 часть. Кораблекрушение» (реж. Алексей Бородин) — Виссарион Белинский
- «Берег утопии. 3 часть. Выброшенные на берег» (реж. Алексей Бородин) — Луи Блан
- «Вишнёвый сад» (реж. Алексей Бородин) — Епиходов, Семён Пантелеевич
- «Моя тень». (реж. Михаил Левитин) — Тень-Учёный, Учёный-Тень
- «Портрет» (реж. Алексей Бородин) (моноспектакль)
- «Приглашение на казнь» (реж. П.Сафонов) — Цинциннат Ц.
- «Доказательство» (реж. Кшиштоф Занусси) — Профессор Роберт
- «Самоубийца» (реж. Вениамин Смехов) — Аристарх Доминикович
- «Лоренцаччо» (реж. Алексей Бородин) — Лоренцо Медичи (Лоренцаччо)
- Идиот (реж. Р.Обадиа) — Иволгин, Гаврила Ардалионович
- Приключения Тома Сойера (реж. Д.Крэнни, США) — Певец
- Инь и Ян. Белая версия (реж. Алексей Бородин) — Диксон
- Инь и Ян. Чёрная версия (реж. Алексей Бородин) — Диксон
- Не такой как все (реж. А.Чернобай) (Муниципальный театр драмы, г. Александров) — М.
- Мастер и Маргарита (реж. С.Алдонин. на сцене Театра им. Станиславского) — Воланд
- Юхан и Марианна (реж. А.Чернобай) (Муниципальный театр драмы, г. Александров)
- Орфей и Эвридика
- Севильский цирюльник
- Марсианские хроники
- Золотой горшок (реж. А.Чернобай) (Муниципальный театр драмы, г. Александров)
- Победа над Солнцем
- Зелёная птичка
- Принцесса Грёза
- Маленький лорд Фаунтлерой
- Хагоромо
- Большие надежды (реж. А.Бородин)
- Богатые невесты
- Береника (реж. А.Бородин)
- Король Лир
- Слабое сердце
- Снежная королева
- Дома
- Любовь к трём апельсинам
- Отверженные (реж. А.Бородин)
- Сказки Пушкина
- Сказки Маршака
- Баня
- Созидатель
- Тяжёлые дни
- Приключение Гогенштауфена
- Сон с продолжением
- Ловушка № 46, рост второй
- Шишок
- Черная тетрадь (реж. А.Чернобай) (Муниципальный театр драмы, г. Александров)

## Фильмография
- 1985 — «Среднее образование» — отец (реж. В. Потапов)
- 1988 — «На помощь, братцы» — камердинер царя (реж. И. Васильев)
- 1990 — «Посредник» — Вахитов (реж. В. Потапов)
- 1990 — «Сестрички Либерти» — Гвидо Скарпи (реж. В. Грамматиков)
- 1991 — «Venix, или половые щётки» — Блэз (реж. И.Васильев)
- 1991 — Болотная street, или Средство против секса — студент (реж. М. Айзенберг)
- 1991 — «Два патрона на мамонта» — муж героини (реж. А. Плугарь)
- 1991 — «Откровения Иоанна Первопечатника» — сын Грозного царевич Алексей (реж. Ю. Сорокин, Ю. Швырёв)
- 1991 — «По Таганке ходят танки» — бывший сослуживец Игрека (реж. А. Соловьёв)
- 1994 — «Обаяние дьявола» — Дикий (реж. В. Потапов)
- 1994 — «Дом на камне» — отпрыск (реж. А. Хряков)
- 1997 — «Бесноватые» — Ицхак (реж. В. Сухоребрый)
- 2004 — «Параллельно любви» — Либерман (реж. Д. Меднов)
- 2005 — Дура — Александр Мушкин (реж. Максим Коростышевский)
- 2006 — «Андерсен. Жизнь без любви» — отчим Андерсена (реж. Эльдар Рязанов)
- 2006 — «Красная комната» — оператор (реж. Виктор Мережко)
- 2007 — «Последний приказ генерала» — Марат (реж. Г. Сальгарелли, А. Ясулович)
- 2008 — «Ранетки» — Михаил Прокопьев, муж Ирины Прокопьевой, отец Анны Прокопьевой, архитектор. (реж. С. Арланов, В. Козловский, К. Захаров, О. Смольников)
- 2008 — «Фотограф» — Николай Шиянов (реж. О. Субботина)
- 2008 — «Возьми меня с собой» — Марк Борисович (реж. Н. Каптан)
- 2009 — «Гоголь. Ближайший» — Николай Гоголь (реж. Наталья Бондарчук)
- 2009 — «Петя по дороге в Царствие Небесное» — хирург Иоффе (реж. Н. Досталь)
- 2009 — «Я — Вольф Мессинг» — Вольф Мессинг (реж. Н. Викторов)
- 2010 — «Приключения Алисы. Пленники трех планет» — Профессор Селезнёв
- 2010 — «Записки экспедитора Тайной канцелярии» — ла Шанье
- 2011 — «Раскол» — врач
- 2012 — «Фантом» — Марк, сотрудник ЦРУ
- 2013 — «Кукловоды» — Анжи
- 2013 — «Французский шпион» — Даниэль
- 2014 — «Деревенщина (телесериал)» — Викентий Сергеевич Ивановский, отец Лиды
- 2015 — «Главный» — Борис Черток
- 2015 — «Трагедия в бухте Роджерс» — Вольфсон, доктор
- 2016 — «Капитан полиции метро»
- 2019 — «Медный всадник России» — Этьен Морис Фальконе / актёр в роли Фальконе (реж. Василий Ливанов)

## Озвучивание мультфильмов
- 2005 — Капитанская дочка

## Награды
- 1986 — Приз за лучшую мужскую роль на Международном фестивале киношкол в г. Бабельсберге (Германия) за роль в х/ф «Среднее образование».
- 2002 — Заслуженный артист Российской Федерации — за заслуги в области искусства[2].
- 2005 — Спецприз Союза театральных деятелей Санкт-Петербурга за лучшую роль второго плана на VI Международном театральном фестивале «Радуга» за роль Семёна Епиходова в спектакле «Вишнёвый сад».
- 2006 — Премия «Чайка
» в номинации «Улыбка М» за роль Аристарха Доминиковича в спектакле «Самоубийца».
- 2007 — Премия «Чайка» в номинации «Ослепительный миг» за роль Виссариона Белинского в спектаклях «Берег утопии. 1 часть. Путешествие» и «Берег утопии. 2 часть. Кораблекрушение».
- 2010 — Зрительская премия «ЖЖивой театр» в номинации «Лучший актёр» за роль в спектакле «Портрет»
- 2012 — Народный артист Российской Федерации — за большие заслуги в области кинематографического, музыкального, театрального, хореографического и циркового искусства[1]
- 2021 — Орден Дружбы — за заслуги в развитии отечественной культуры и искусства, многолетнюю плодотворную деятельность[3]